# Șipotele Sucevei, Vijnița
Șipotele Sucevei, întâlnit și sub forma Șipote (în ucraineană Шепіт, transliterat Șepit și în germană Schipoth/Suc.) este un sat reședință de comună în raionul Vijnița din regiunea Cernăuți (Ucraina). Are 683 locuitori, preponderent ucraineni (huțuli).
Satul este situat la o altitudine de 925 metri, pe malul râului Suceava, în partea de sud a raionului Vijnița, pe frontiera cu România. De această comună depind administrativ satele Andrechivsche, Ialovățul de Jos, Ialovățul de Sus și Sărata.

## Istorie
Localitatea Șipotele Sucevei a făcut parte încă de la înființare din regiunea istorică Bucovina a Principatului Moldovei. Prima atestare documentară a satului datează dintr-un hrisov din 15 martie 1490.
În ianuarie 1775, ca urmare a atitudinii de neutralitate pe care a avut-o în timpul conflictului militar dintre Turcia și Rusia (1768-1774), Imperiul Habsburgic (Austria de astăzi) a primit o parte din teritoriul Moldovei, teritoriu cunoscut sub denumirea de Bucovina. După anexarea Bucovinei de către Imperiul Habsburgic în anul 1775, localitatea Șipotele Sucevei a făcut parte din Ducatul Bucovinei, guvernat de către austrieci, făcând parte din districtul Seletin (în germană Seletin). 
După Unirea Bucovinei cu România la 28 noiembrie 1918, satul Șipotele Sucevei a făcut parte din componența României, în Plasa Putilei a județului Rădăuți. Pe atunci, majoritatea populației era formată din ucraineni, existând și comunități de români și de evrei. În perioada interbelică, funcționa aici un oficiu telefonic .
Ca urmare a Pactului Ribbentrop-Molotov (1939), Bucovina de Nord a fost anexată de către URSS la 28 iunie 1940, reintrând în componența României în perioada 1941-1944. În cel de-al doilea război mondial, s-au purtat timp de 13 zile lupte grele pe teritoriul satului între armatele româno-germane și cele sovietice. 
Apoi, Bucovina de Nord a fost reocupată de către URSS în anul 1944 și integrată în componența RSS Ucrainene. 
Din 1991 până în 2020, satul Șipotele Sucevei face parte din raionul Putila al regiunii Cernăuți din cadrul Ucrainei independente. Conform recensământului din 1989, numărul locuitorilor din sat care s-au declarat români plus moldoveni era de 5 (5+0), reprezentând 0,75% din populație . 
În acest sat este un punct de trecere pietonal în România pentru cetățenii români și ucraineni cu domiciliul permanent în județele și regiunile de frontieră, prin județul Suceava: Izvoarele Sucevei - Șipotele Sucevei. În prezent, satul are 683 locuitori, preponderent huțuli.

## Demografie
Componența lingvistică a localității Șipotele Sucevei
     Ucraineană (99,56%)
     Alte limbi (0,44%)
Conform recensământului din 2001, majoritatea populației localității Șipotele Sucevei era vorbitoare de ucraineană (99,56%), existând în minoritate și vorbitori de alte limbi.
1930: 2.863 (recensământ) 
1989: 664 (recensământ) 
2007: 683 (estimare)

## Recensământul din 1930
Componența etnică a comunei Șipotele Sucevei (județul Rădăuți)
     Români (4,03%)
     Evrei (3,12%)
     Ruteni (38,35%)
     Huțuli (49,5%)
     Germani (3,55%)
     Altă etnie (1,45%)
Componența confesională a comunei Șipotele Sucevei
     Ortodocși (91,37%)
     Mozaici (3,12%)
     Romano-catolici (3,58%)
     Greco-catolici (1,23%)
     Altă religie (0,7%)
Conform recensământului efectuat în 1930, populația comunei Șipotele Sucevei se ridica la 2850 locuitori. Majoritatea locuitorilor erau huțuli (49,5%), cu o minoritate de evrei (3,12%), una de ruteni (38,35%), una de germani (3,55%) și una de români (4,03%). Alte persoane s-au declarat: polonezi (22 de persoane), armeni (4 persoane) și ruși (15 persoane). Din punct de vedere confesional, majoritatea locuitorilor erau ortodocși (91,37%), dar existau și mozaici (3,12%), romano-catolici (3,58%), greco-catolici (1,23%). Alte persoane s-au declarat: evanghelici/luterani (16 persoane) și armeano-catolici (4 persoane).

## Obiective turistice
- Cascada "Huk" - monument al naturii, cascadă cu o înălțime totală mai mare de 5 metri [6].
- Biserica de lemn cu hramul "Sf. Prooroc Ilie" - construită în anul 1763 și având inițial hramul "Adormirea Maicii Domnului". Renovată în 1908, cu prilejul aniversării a 60 de ani de domnie a împăratului austriac Franz Joseph, a primit hramul "Sf. Ilie". Se află de asemenea și o clopotniță de lemn [7].
- Muzeul "Kiril G. Alekseev" - înființat în memoria șefului pichetului de grăniceri de la Șipotele Sucevei, Kiril G. Alekseev (1912-1941), care a murit în timpul celui de-al doilea război mondial apărând frontiera URSS de armatele româno-germane. [8]
- Monumentul soldaților sovietici căzuți în cel de-al doilea război mondial, în luptele purtate pe teritoriul satului în 1941. [9]

## Personalități
- Ciprian Porumbescu (1853-1883)  - compozitor român, născut la Șipotele Sucevei
- Iraclie Porumbescu (1823-1896) - preot ortodox și om de cultură, paroh la Șipotele Sucevei (1850-1857 și 1859-1865), tatăl compozitorului Ciprian Porumbescu (1853-1883); a decedat la Frătăuții Noi și a fost înmormântat lângă biserica de lemn a satului.